# 詹弗兰科·马尔佐拉
詹弗兰科·马尔佐拉（義大利語：Gianfranco Marzolla，1937年1月9日—），意大利前男子竞技体操运动员。他曾获得1960年夏季奥运会体操比赛男子团体全能铜牌。他在该届奥运会也获得了男子个人全能第50名。